# Радіоактивні ряди
Радіоакти́вні ряди́, радіоакти́вні роди́ни — групи радіонуклідів (радіоактивних ізотопів), в яких кожний наступний ізотоп виникає внаслідок α- або β-розпаду попереднього. Відомі чотири радіоактивні ряди: 
- ряд торію (4n) — 232Th → 208Pb;
- ряд радію (4n+2) — 238U → 206Pb;
- ряд актинію (4n+3) — 235U → 207Pb;
- ряд нептунію (4n+1) — 237Np[ru] → 205Tl.

Кожний ряд має свого родоначальника – нуклід з найбільшим періодом напіврозпаду, і завершується стабільним нуклідом. Перші три ряди існують у природі, останній одержаний штучно. У земній корі присутні всі члени природних радіоактивних рядів. Але чим менший період напіврозпаду певного члена природного радіоактивного ряду, тим менший його вміст у земній корі. Наприклад, на 1 т урану в природних умовах припадає близько 0,34 г 226Ra (T1/2 = 1600 років) і тільки 1,4·10-9 г  218Po (T1/2 = 3,05 хв).
Активності тих членів ряду, шлях до яких від батьківського ізотопа не проходить через розгалуження, при настанні вікової рівноваги рівні. Так, активність радію-224 в торієвих зразках через кілька десятків років після виготовлення стає практично рівною активності торію-232, тоді як активність талію-208 (утворюється в цьому ж ряду при α-розпаді вісмуту-212 з коефіцієнтом розгалуження 0,3594) прямує до 35,94 % від активності торію-232. Характерний час встановлення вікової рівноваги в ряді дорівнює декільком періодам напіврозпаду найбільш довгоживучого (серед дочірніх) члена сімейства. Вікова рівновага у ряді торію настає досить швидко, за десятки років, тому що періоди напіврозпаду всіх членів ряду (крім батьківського нукліда) не перевищують декількох років (максимальний період напіврозпаду T1/2 = 5,7 років — у радію-228). В ряді урану-235 рівновага відновлюється приблизно за сто тисяч років (найбільш довгоживучий дочірній член ряду — протактиній-231, T1/2 = 32 760 років), в ряду урану-238 — приблизно за мільйон років (визначається ураном-234, T1/2 = 245 500 років).

## Типи рядів
Трьома найпоширенішими видами радіоактивного розпаду є α-розпад, β±-розпад та ізомерний перехід. В результаті α-розпаду масове число ядер завжди зменшується на чотири, тоді як в результаті β-розпадів та ізомерних переходів масове число ядра не змінюється. Це призводить до того, що всі нукліди поділяються на чотири групи (ряди) в залежності від залишку цілочисельного ділення масового числа нукліда на чотири (тобто батьківський нуклід і його дочірній нуклід, утворений в результаті α-розпаду, будуть належати до однієї групи). У всіх рядах відбувається утворення гелію (з α-частинок).
Три основних радіоактивних ряди, що спостерігаються у природі, як правило називаються рядом торію, рядом радію і рядом актинію. Кожен з цих рядів закінчується утворенням різних стабільних ізотопів свинцю. Масовий номер кожного з нуклідів в цих рядах може бути поданим у вигляді A = 4n, A = 4n + 2 і A = 4n + 3, відповідно.

## Ряд торію

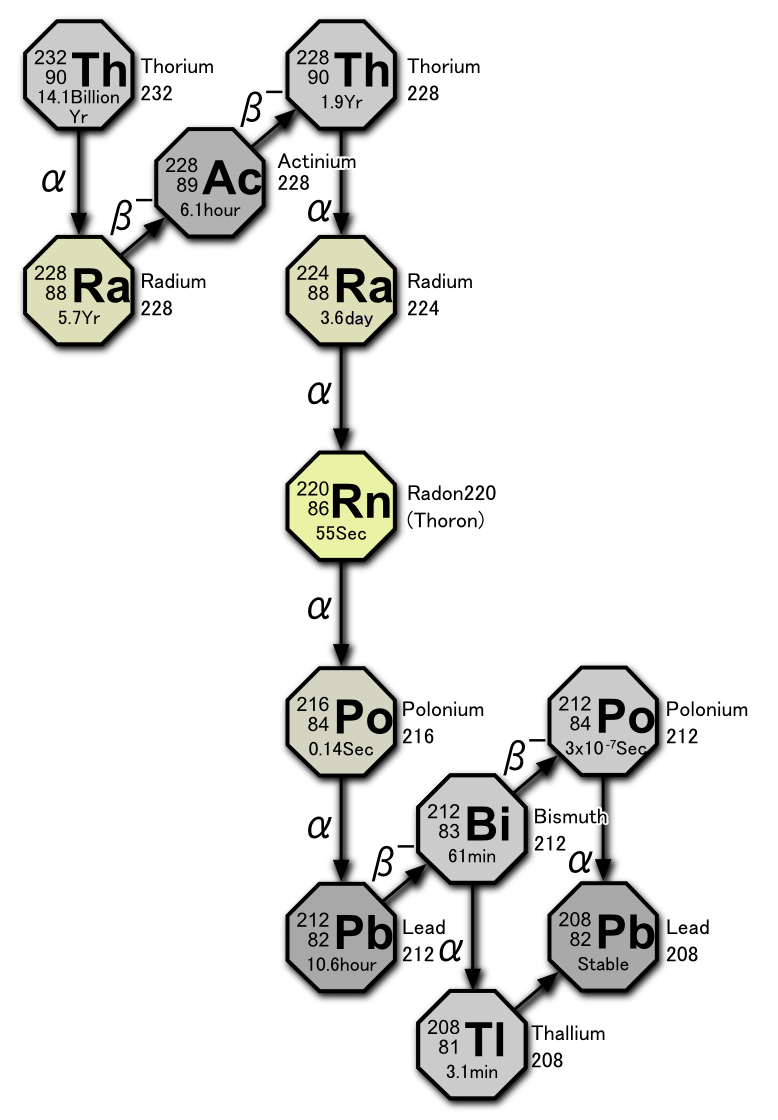
Ряд торію

Радіоактивний ряд нуклідів з масовим числом, яке можна подати у вигляді 4n, називається рядом торію. Ряд починається з торію-232, що зустрічається у природі, і завершується утворенням стабільного свинцю-208.
| Нуклід  | Історичне позначення | Історична назва           | Вид розпаду          | Період напіврозпаду | Енергія, що виділяється, МеВ | Продукт розпаду |
| ------- | -------------------- | ------------------------- | -------------------- | ------------------- | ---------------------------- | --------------- |
| 25298Cf |                      |                           | α                    | 2,645 року          | 6,1181                       | 24896Cm         |
| 24896Cm |                      |                           | α                    | 3,4× 105 років      | 6,260                        | 24494Pu         |
| 24494Pu |                      |                           | α                    | 8× 107 років        | 4,589                        | 24092U          |
| 24092U  |                      |                           | β−                   | 14,1 год            | 0,39                         | 24093Np         |
| 24093Np |                      |                           | β−                   | 1,032 год           | 2,2                          | 24094Pu         |
| 24094Pu |                      |                           | α                    | 6561 рік            | 5,1683                       | 23692U          |
| 23692U  |                      |                           | α                    | 2,3× 107 років      | 4,494                        | 23290Th         |
| 23290Th | Th                   | Торій                     | α                    | 1,405× 10 років     | 4,081                        | 22888Ra         |
| 22888Ra | MsTh1                | Мезоторій 1               | β−                   | 5,75 років          | 0,046                        | 22889Ac         |
| 22889Ac | MsTh2                | Мезоторій 2               | β−                   | 6,15 год            | 2,124                        | 22890Th         |
| 22890Th | RdTh                 | Радіоторій                | α                    | 1,9116 роки         | 5,520                        | 22488Ra         |
| 22488Ra | ThX                  | Торій X                   | α                    | 3,66 дня            | 5,789                        | 22086Rn         |
| 22086Rn | Tn (ThEm)            | Торон (еманація торію)    | α                    | 55,6 с              | 6,404                        | 21684Po         |
| 21684Po | ThA                  | Торій A                   | α                    | 0,145 с             | 6,906                        | 21282Pb         |
| 21282Pb | ThB                  | Торій B                   | β−                   | 10,64 год           | 0,570                        | 21283Bi         |
| 21283Bi | ThC                  | Торій C                   | β− 64,06 % α 35,94 % | 60,55 хв            | 2,252 6,208                  | 21284Po 20881Tl |
| 21284Po | ThC'                 | Торій C'                  | α                    | 299 нс              | 8,955                        | 20882Pb         |
| 20881Tl | ThC"                 | Торій C"                  | β−                   | 3,053 хв            | 4,999                        | 20882Pb         |
| 20882Pb | ThD                  | Торій D, торієвий свинець | стабільний           |                     |                              |                 |

## Ряд нептунію

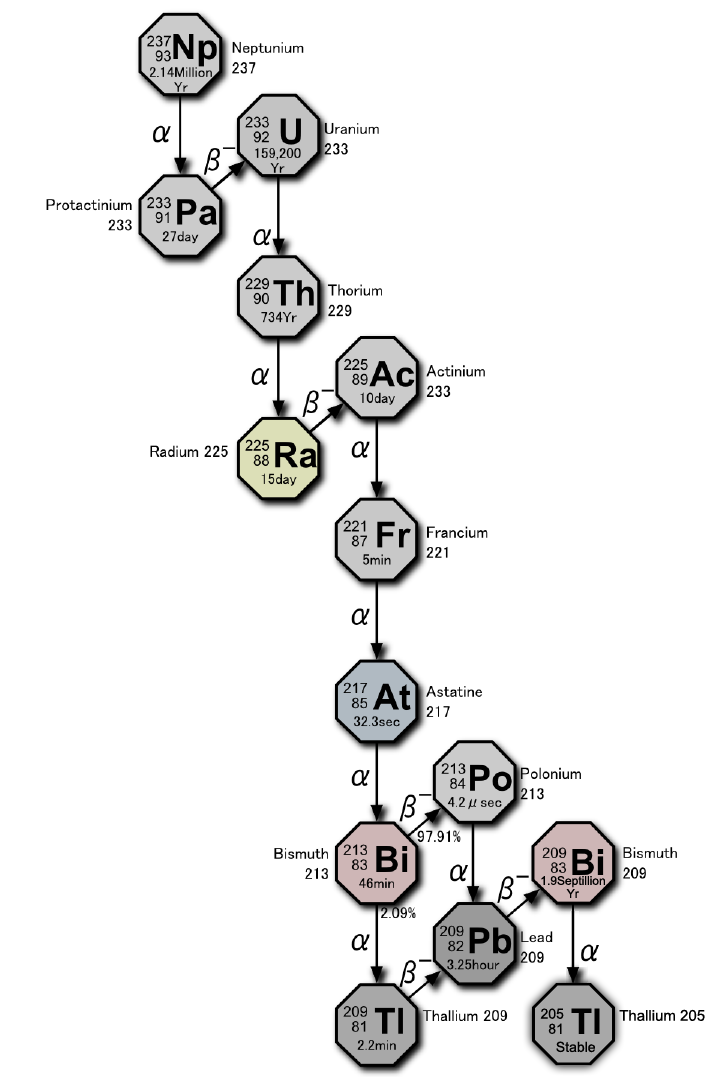
Ряд нептунію

Радіоактивний ряд нуклідів з масовим числом, яке можна подати у вигляді 4n + 1, називається рядом нептунію. Ряд починається з нептунію-237 і завершується утворенням стабільного талію-205. В цій серії в природі зустрічається тільки майже стабільний бісмут-209. Однак з розвитком ядерних технологій в результаті ядерних досліджень і радіаційних аварій в навколишнє середовище потрапили радіонукліди, такі як плутоній-241 та америцій-241, які також можуть бути віднесені за масовим числом до початку ряду нептунію. Оскільки цей ряд був вивчений недавно, його ізотопи не мають історичних назв. Слабка α-активність вісмуту-209 була виявлена лише в 2003 році, тому в більш ранніх роботах він називається кінцевим (і єдиним з тих, що збереглися в природі) нуклідом ряду.
| Нуклід  | Вид розпаду         | Період напіврозпаду | Енергія, що виділяється, МеВ | Продукт розпаду |
| ------- | ------------------- | ------------------- | ---------------------------- | --------------- |
| 24998Cf | α                   | 351 рік             | 5,813 + 0,388                | 24596Cm         |
| 24596Cm | α                   | 8500 років          | 5,362 + 0,175                | 24194Pu         |
| 24194Pu | β−                  | 14,4 років          | 0,021                        | 24195Am         |
| 24195Am | α                   | 432,7 роки          | 5,638                        | 23793Np         |
| 23793Np | α                   | 2,14× 106 років     | 4,959                        | 23391Pa         |
| 23391Pa | β−                  | 27,0 д              | 0,571                        | 23392U          |
| 23392U  | α                   | 1,592× 105 років    | 4,909                        | 22990Th         |
| 22990Th | α                   | 7340 років          | 5,168                        | 22588Ra         |
| 22588Ra | β−                  | 14,9 д              | 0,36                         | 22589Ac         |
| 22589Ac | α                   | 10,0 д              | 5,935                        | 22187Fr         |
| 22187Fr | α                   | 4,8 хв              | 6,3                          | 21785At         |
| 21785At | α                   | 32 мс               | 7,0                          | 21383Bi         |
| 21383Bi | β− 97,80 % α 2,20 % | 46,5 хв             | 1,423 5,87                   | 21384Po 20981Tl |
| 21384Po | α                   | 3,72 мкс            | 8,536                        | 20982Pb         |
| 20981Tl | β−                  | 2,2 хв              | 3,99                         | 20982Pb         |
| 20982Pb | β−                  | 3,25 роки           | 0,644                        | 20983Bi         |
| 20983Bi | α                   | 1,9× 1019 років     | 3,14                         | 20581Tl         |
| 20581Tl |                     | стабільний          |                              |                 |

## Ряд радію

Ряд радію

Радіоактивний ряд нуклідів з масовим числом, яке можна подати у вигляді 4n + 2, називається рядом радію (іноді називають рядом урану або урану-радію). Ряд починається з урану-238 (зустрічається в природі) і завершується утворенням стабільного свинцю-206
| Нуклід   | Історичне позначення | Історична назва           | Вид розпаду                         | Період напіврозпаду | Енергія, що виділяється, МеВ | Продукт розпаду |
| -------- | -------------------- | ------------------------- | ----------------------------------- | ------------------- | ---------------------------- | --------------- |
| 23892U   | UI                   | Уран I                    | α                                   | 4,468× 109 років    | 4,270                        | 23490Th         |
| 23490Th  | UX1                  | Уран X1                   | β−                                  | 24,10 діб           | 0,273                        | 23491Pam        |
| 23491Pam | UX2                  | Уран X2, бревій           | β− 99,84 % ізомерний перехід 0,16 % | 1,16 хв             | 2,271 0,074                  | 23492U 23491Pa  |
| 23491Pa  | UZ                   | Уран Z                    | β−                                  | 6,70 год            | 2,197                        | 23492U          |
| 23492U   | UII                  | Уран II                   | α                                   | 245500 років        | 4,859                        | 23090Th         |
| 23090Th  | Io                   | Іоній                     | α                                   | 75380 років         | 4,770                        | 22688Ra         |
| 22688Ra  | Ra                   | Радій                     | α                                   | 1602 роки           | 4,871                        | 22286Rn         |
| 22286Rn  | Rn (RaEm)            | Радон (еманація радію)    | α                                   | 3,8235 д            | 5,590                        | 21884Po         |
| 21884Po  | RaA                  | Радій A                   | α 99,98 % β− 0,02 %                 | 3,10 хв             | 6,115 0,265                  | 21482Pb 21885At |
| 21885At  | RaAt                 | Астат                     | α 99,90 % β− 0,10 %                 | 1,5 с               | 6,874 2,883                  | 21483Bi 21886Rn |
| 21886Rn  | AtEm                 | еманація астату           | α                                   | 35 мс               | 7,263                        | 21484Po         |
| 21482Pb  | RaB                  | Радій B                   | β−                                  | 26,8 хв             | 1,024                        | 21483Bi         |
| 21483Bi  | RaC                  | Радій C                   | β− 99,98 % α 0,02 %                 | 19,9 хв             | 3,272 5,617                  | 21484Po 21081Tl |
| 21484Po  | RaC'                 | Радій C'                  | α                                   | 0,1643 мс           | 7,883                        | 21082Pb         |
| 21081Tl  | RaC"                 | Радій C"                  | β−                                  | 1,30 хв             | 5,484                        | 21082Pb         |
| 21082Pb  | RaD                  | Радій D                   | β−                                  | 22,3 роки           | 0,064                        | 21083Bi         |
| 21083Bi  | RaE                  | Радій E                   | β− 99,99987 % α 0,00013 %           | 5,013 діб           | 1,426 5,982                  | 21084Po 20681Tl |
| 21084Po  | RaF                  | Радій F, полоній          | α                                   | 138,376 діб         | 5,407                        | 20682Pb         |
| 20681Tl  | RaE"                 | Радій E"                  | β−                                  | 4,199 хв            | 1,533                        | 20682Pb         |
| 20682Pb  | RaG                  | Радій G, урановий свинець | -                                   | стабільний          | -                            | -               |

## Ряд актинію

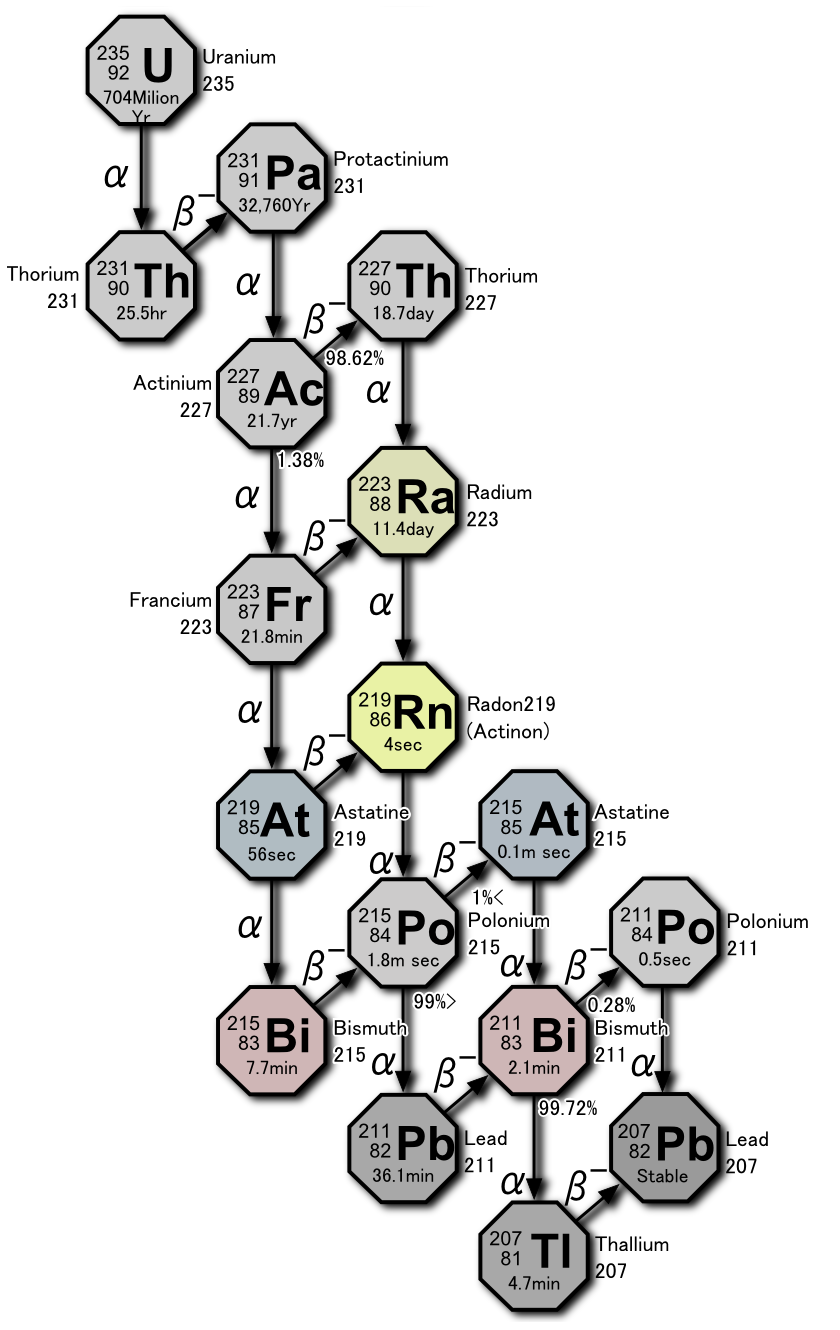
Ряд актинію

Радіоактивний ряд нуклідів з масовим числом, яке можна подати у вигляді 4n + 3, називається рядом актинію або урану-актинію. Ряд починається з урану-235 і завершується утворенням стабільного свинцю-207.
| Нуклід  | Історичне позначення | Історична назва               | Вид розпаду               | Період напіврозпаду | Енергія, що виділяється, МеВ | Продукт розпаду |
| ------- | -------------------- | ----------------------------- | ------------------------- | ------------------- | ---------------------------- | --------------- |
| 23994Pu |                      |                               | α                         | 2,41× 104 років     | 5,244                        | 23592U          |
| 23592U  | AcU                  | Актиноуран                    | α                         | 7,04× 108 років     | 4,678                        | 23190Th         |
| 23190Th | UY                   | Уран Y                        | β−                        | 25,52 год           | 0,391                        | 23191Pa         |
| 23191Pa | Pa                   | Протактиній                   | α                         | 32760 років         | 5,150                        | 22789Ac         |
| 22789Ac | Ac                   | Актиній                       | β− 98,62 % α 1,38 %       | 21,772 роки         | 0,045 5,042                  | 22790Th 22387Fr |
| 22790Th | RdAc                 | Радіоактиній                  | α                         | 18,68 діб           | 6,147                        | 22388Ra         |
| 22387Fr | AcK                  | Актиній K                     | β− 99,994 % α 0,006 %     | 22,00 хв            | 1,149 5,340                  | 22388Ra 21985At |
| 22388Ra | AcX                  | Актиній X                     | α                         | 11,43 діб           | 5,979                        | 21986Rn         |
| 21985At | AcAtI                | Актиноастат I                 | α 97,00 % β− 3,00 %       | 56 с                | 6,275 1,700                  | 21583Bi 21986Rn |
| 21986Rn | An (AcEm)            | Актинон (еманація актинію)    | α                         | 3,96 с              | 6,946                        | 21584Po         |
| 21583Bi |                      |                               | β−                        | 7,6 хв              | 2,250                        | 21584Po         |
| 21584Po | AcA                  | Актиній A                     | α 99,99977 % β− 0,00023 % | 1,781 мс            | 7,527 0,715                  | 21182Pb 21585At |
| 21585At | AcAtII               | Актиноастат II                | α                         | 0,1 мс              | 8,178                        | 21183Bi         |
| 21182Pb | AcB                  | Актиній B                     | β−                        | 36,1 хв             | 1,367                        | 21183Bi         |
| 21183Bi | AcC                  | Актиній C                     | α 99,724 % β− 0,276 %     | 2,14 хв             | 6,751 0,575                  | 20781Tl 21184Po |
| 21184Po | AcC'                 | Актиній C'                    | α                         | 516 мс              | 7,595                        | 20782Pb         |
| 20781Tl | AcC"                 | Актиній C"                    | β−                        | 4,77 хв             | 1,418                        | 20782Pb         |
| 20782Pb | AcD                  | Актиній D, актинієвий свинець |                           | стабільний          |                              |                 |